# 가요 핀토
가요 핀토(스페인어: gallo pinto)는 니카라과와 코스타리카를 비롯한 중앙아메리카 지역의 전통 음식이다. 핀토(스페인어: pinto)로 줄여 부르기도 한다. 국물이 졸아들 때까지 익힌 강낭콩에 쌀밥과 다른 재료를 넣고 섞어 만드는 음식으로, 니카라과와 코스타리카의 국민 음식 가운데 하나이기도 하다.

## 이름
스페인어 "가요(gallo)"는 "수탉"을 뜻하며, "핀토(pinto)"는 "점무늬가 있는, 얼룩덜룩한"이라는 뜻이다. "가요 핀토"는 "점무늬가 있는 수탉"이라는 뜻으로, "점무늬"는 쌀밥에 박힌 콩들을 가리킨다.

## 만들기
코스타리카에서는 주로 검정거북콩을, 니카라과에서는 주로 신장콩을 쓴다. 기름에 양파와 피망을 볶다가, 콩을 넣어 끓이며 익힌다. 코스타리카에서는 이때 리사노 소스를 추가하는 경우가 많다. 콩이 잘 익고 국물이 졸아들면 쌀밥을 넣고 잘 섞는다. 잘 섞이면 고수 잎을 넣어 섞은 다음, 그릇에 넣어 동그랗게 모양을 잡아 엎어 낸다.

## 같이 보기
- 라이스 앤드 피즈
- 모로 데 관둘레스
- 아로스 콘 간둘레스
- 아로스 훈토
- 콩밥
- 호핀 존